# وراثت اپی‌ژنتیک فرانسلی

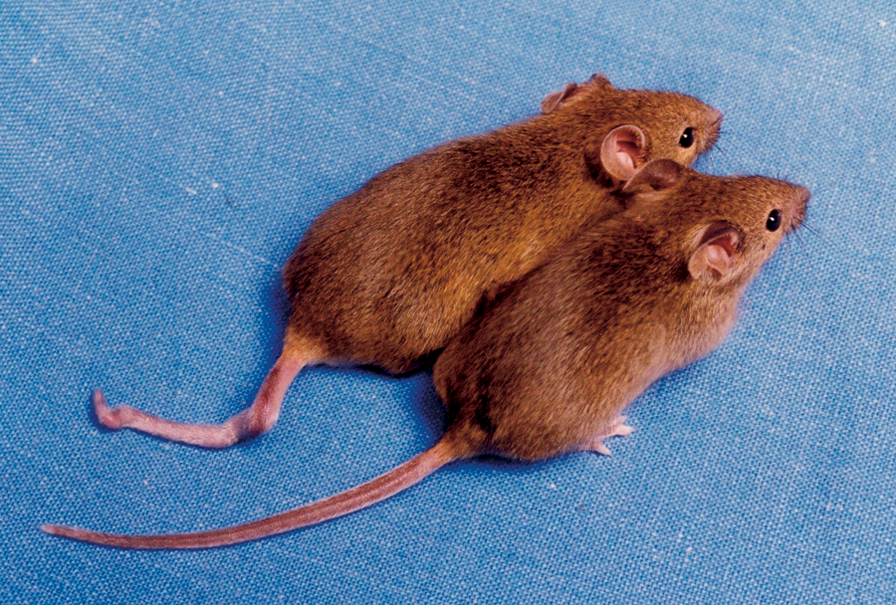
موش‌های ژنتیکی یکسان با الگوهای متیلاسیون DNA متفاوت که باعث پیچ‌خوردگی در دم یکی می‌شود اما دیگری نه.

وراثت اپی‌ژنتیک فرانسلی عبارت است از انتقال نشانگرهای وراژنتیکی از یک جاندار به جاندار دیگر (یعنی از والدین به فرزند) که بدون تغییر ساختار اولیه DNA (یعنی توالی نوکلئوتیدها بر صفات فرزندان تأثیر می‌گذارد  - به عبارت دیگر، از نظر اپی ژنتیکی تأثیر می‌گذارد. اصطلاح کمتر دقیق‌تر «وارثت اپی‌ژنتیک» می‌تواند هر دو نوع انتقال اطلاعات سلول-سلول و ارگانیسم-ارگانیسم را پوشش دهد. اگرچه این دو سطح وراثت اپی‌ژنتیک در جانداران تک‌سلولی معادل هستند، اما ممکن است مکانیسم‌های متمایز و تمایزات تکاملی در جانداران چندسلولی داشته باشند.
عوامل محیطی می‌توانند علائم اپی‌ژنتیک (برچسب‌های اپی‌ژنتیک) را برای برخی از صفات تحت تأثیر اپی ژنتیک القا کنند، در حالی که برخی از علائم ارثی هستند، بنابراین برخی را به این فکر می‌اندازد که با اپی‌ژنتیک، زیست‌شناسی نوین دیگر توارث ویژگی‌های اکتسابی را رد نمی‌کند (لامارکیسم).) به همان شدتی که قبلاً انجام می‌داد.

## دسته‌بندی‌های اپی‌ژنتیک
چهار دسته کلی از اصلاحات اپی‌ژنتیک شناخته شده‌است:
1. حلقه‌های متابولیک خودپایدار، که در آن یک mRNA یا محصول پروتئینی یک ژن، رونویسی ژن را تحریک می‌کند. به عنوان مثال ژن Wor1 در کاندیدا آلبیکنس.[۳]
2. قالب سازه‌ای که در آن سازه‌ها با استفاده از یک الگو یا ساختار داربست روی والد تکرار می‌شوند. به عنوان مثال جهت‌گیری و معماری ساختارهای اسکلت سلولی، مژک‌ها و تاژک‌ها،[۴] پریون‌ها، پروتئین‌هایی که با تغییر ساختار پروتئین‌های معمولی برای تطابق با پروتئین‌های خود تکثیر می‌شوند.[۵]
3. نشانگرهای کروماتین، که در آن گروه‌های متیل یا استیل به نوکلئوتیدها یا هیستون‌های DNA متصل می‌شوند و در نتیجه الگوهای بیان ژن را تغییر می‌دهند. به عنوان مثال ژن Lcyc در گل کتانی که در زیر توضیح داده شده‌است.
4. خاموش کردن RNA، که در آن رشته‌های کوچک RNA با رونویسی DNA یا ترجمه mRNA تداخل می‌کنند (RNAi). تنها از چند مطالعه، بیشتر در کرم الگانس شناخته شده‌است.[۶]

## وراثت علائم اپی‌ژنتیک
اگرچه اشکال مختلفی از نشانگرهای اپی‌ژنتیک به ارث برده می‌شود، اما وراثت نشانگرهای اپی‌ژنتیک را می‌توان به عنوان انتشار اطلاعات اپی‌ژنتیک از طریق سلول‌های جنسی خلاصه کرد. علاوه بر این، تنوع اپی‌ژنتیک معمولاً یکی از چهار شکل کلی را به خود می‌گیرد، اگرچه اشکال دیگری نیز وجود دارد که هنوز مشخص نشده‌اند. در حال حاضر، حلقه‌های بازخورد خودپایه، قالب‌بندی فضایی، علامت‌گذاری کروماتین، و مسیرهای با واسطه RNA، اپی‌ژن‌های سلول‌های فردی را تنظیم می‌کنند. تنوع اپی‌ژنتیک در جانداران چندسلولی یا درونی یا برونی است. درونی توسط سیگنال‌دهی سلول به سلول (به عنوان مثال در طول تمایز سلولی در اوایل رشد) ایجاد می‌شود، در حالی که برونی یک پاسخ سلولی به عوامل محیطی است.

### حذف در مقابل حفظ
در ارگانیسم‌های با تولید مثل جنسی، بسیاری از پیرایش‌های اپی‌ژنتیک درون سلول‌ها در طول میوز بازآرایی مجدد می‌شوند (مثلاً علائم در مکان FLC کنترل‌کننده بهاره شدن گیاه)، اگرچه نشان داده شده‌است که برخی از پاسخ‌های اپی‌ژنتیک حفظ شده‌اند (مانند متیلاسیون ترانسپوزون در گیاهان). وراثت افتراقی علائم اپی‌ژنتیک (به دلیل تبعیض مادری یا پدری در مکانسیم‌های حذف یا نگهداری) منجر به کسب علایم اپی‌ژنتیک بر پایهٔ منشأ والد در جانوران و گیاهان می‌شود.

### برنامه‌ریزی مجدد
در پستانداران، علائم اپی‌ژنتیک در دو مرحله از چرخه زندگی پاک می‌شوند. اول درست پس از لقاح و دوم، در سلول‌های زایای اولیه در حال رشد، پیش سازهای گامت‌های آینده. در طول لقاح، گامت‌های نر و ماده در چرخه سلولی متفاوت و با پیکربندی متفاوت ژنوم به هم می‌پیوندند. علائم اپی‌ژنتیک نر به سرعت رقیق می‌شود. ابتدا، پروتئین‌های مرتبط با DNA مردانه با هیستون‌های سیتوپلاسم ماده جایگزین می‌شوند، که بیشتر آن‌ها به دلیل فراوانی بیشتر هیستون‌های استیله در سیتوپلاسم ماده یا از طریق اتصال ترجیحی DNA مردانه به هیستون‌های استیله شده استیله می‌شوند. دوم، DNA نر به‌طور سیستماتیک در بسیاری از ارگانیسم‌ها، احتمالاً از طریق ۵-هیدروکسی متیل سیتوزین، دی متیله می‌شود. با این حال، برخی از علائم اپی‌ژنتیک، به ویژه متیلاسیون DNA مادر، می‌توانند از این برنامه‌ریزی مجدد فرار کنند. که منجر به چاپ والدین می‌شود.
در سلول‌های زایای اولیه (PGC) اطلاعات اپی‌ژنتیک به صورت گسترده‌تری پاک می‌شود. با این حال، برخی از سایت‌های نادر نیز می‌توانند از پاک شدن متیلاسیون DNA اجتناب کنند. اگر علائم اپی‌ژنتیک در طول رویدادهای برنامه‌ریزی مجدد زیگوت (تخم) و PGC از پاک شدن فرار کنند، این می‌تواند وراثت اپی‌ژنتیک فرانسلی را آسان سازد.
شناختن اهمیت برنامه‌ریزی اپی‌ژنتیک برای ایجاد و تثبیت هویت رده سلولی در طول جنین زایی اولیه اخیراً باعث فکر کردن به حذف مصنوعی برنامه‌ریزی اپی ژنتیک شده‌است. دستکاری‌های اپی ژنتیک ممکن است امکان بازگرداندن تمام توان را در سلول‌های بنیادی یا سلول‌ها به‌طور کلی‌تر فراهم کند، بنابراین طب احیاکننده را تعمیم می‌دهد.

### حفظ
مکانیسم‌های سلولی ممکن است امکان انتقال همزمان برخی علائم اپی‌ژنتیک را فراهم کنند. در طول تکثیر، DNA پلیمرازهایی که روی رشته‌های پیشرو و عقب‌مانده کار می‌کنند، توسط فاکتور پردازش DNA تکثیرکننده آنتی‌ژن هسته‌ای سلولی (PCNA) جفت می‌شوند، که همچنین در الگوسازی و تبادل رشته‌ای دخیل است که امکان کپی صحیح علائم اپی‌ژنتیک را فراهم می‌کند. کار بر روی صحت کپی اصلاحات هیستون در فاز مدل باقی مانده‌است، اما تلاش‌های اولیه نشان می‌دهد که تغییرات هیستون‌های جدید بر روی هیستون‌های قدیمی الگوبرداری شده‌اند و هیستون‌های جدید و قدیمی به‌طور تصادفی بین دو رشته DNA دختر قرار می‌گیرند. با توجه به انتقال به نسل بعدی، بسیاری از علائم همان‌طور که در بالا توضیح داده شد حذف می‌شوند. مطالعات جدید، در حال پیدا کردن الگوهای حفاظت اپی‌ژنتیک در طول نسل‌ها هستند. به عنوان مثال، ماهواره‌های سانترومریک در برابر دمتیلاسیون مقاومت می‌کنند. مکانیسم مسئول این حفاظت ناشناخته است، اگرچه برخی شواهد نشان می‌دهد که متیلاسیون هیستون‌ها ممکن است نقش داشته باشد. عدم تنظیم زمان متیلاسیون پروموتر مرتبط با اختلال در بیان ژن در جنین نیز شناسایی شد.

### زوال
در حالی که نرخ جهش در یک ژن ۱۰۰ پایه داده شده ممکن است ۱۰–۷ در هر نسل باشد، اپی‌ژن‌ها ممکن است چندین بار در هر نسل «جهش» پیدا کنند یا ممکن است برای چندین نسل ثابت شوند. این قضیه سؤالی را ایجاب می‌کند: آیا تغییر در فرکانس‌های اپی‌ژن تکامل را تشکیل می‌دهند؟ اثر اپی‌ژنتیک با زوال سریع بر روی فنوتیپ‌ها (یعنی کمتر از سه نسل طول می‌کشد) ممکن است برخی از تغییرهای باقی‌مانده در فنوتیپ‌ها را پس از چیزی که ژنوتیپ و محیط موجب ان هستند را توضیح دهد. با این حال، تمایز این اثرات کوتاه مدت از اثرات محیط مادری بر روی انتوژن اولیه یک چالش باقی مانده‌است.

## سهم در فنوتیپ‌ها
اهمیت نسبی وراثت ژنتیکی و اپی‌ژنتیک موضوع بحث است. اگرچه صدها نمونه از اصلاح اپی‌ژنتیک فنوتیپ‌ها منتشر شده‌است، مطالعات کمی خارج از محیط آزمایشگاهی انجام شده‌است. بنابراین، با وجود نقش محوری محیط در انتخاب طبیعی، نمی‌توان تعامل ژن‌ها و اپی‌ژن‌ها را با محیط استنباط کرد. روش‌های آزمایشی برای دستکاری مکانیسم‌های اپی‌ژنتیک نوپا هستند (به عنوان مثال) و قبل از انجام مطالعاتی که به‌طور صریح سهم نسبی ژنوتیپ، محیط و اپی‌ژنوتیپ را آزمایش می‌کنند، به آزمایش‌ها دقیق نیاز دارند.